# 紙筆遊戲
紙筆遊戲，又稱紙上遊戲、筆紙遊戲，顧名思義，指只使用紙與筆、而不需其他配件（沒有橡皮擦）就可玩樂的单人或多人遊戲，是桌上遊戲（Tabletop game）的一類。因為僅需要紙與筆，紙筆遊戲常被作為電子遊戲的替代，在校園中進行。紙筆遊戲種類繁多，常見的有填字遊戲（Crossword）、OX棋、五子棋及天下太平。